# Paromius gracilis
Paromius gracilis är en insektsart som först beskrevs av Jules Pièrre Rambur 1839.  Paromius gracilis ingår i släktet Paromius och familjen Rhyparochromidae. Inga underarter finns listade i Catalogue of Life.